# Виктория Греку
Вижте пояснителната страница за други личности с името Виктория.
Викто̀рия Греку̀ (на гръцки: Βικτώρια Γραικού) e гръцка учителка и деятелка на Гръцката въоръжена пропаганда.

## Биография
Родена е в 1885 година в Битоля, Османската империя. Завършва женското училище и Арсакио в Атина, след което се връща в родната си Битоля и преподава в женското училище до 1912 година, като развива активна прогръцка дейност. След като градът е окупиран от сръбски части по време на Балканската война, Греку е принудена да го напусне и се установява да преподава в Корча, където същевременно организира прогръцка чета. Преследвана е от албанските националисти и в 1913 година след евакуацият на гръцката армия от града, е затворена. Успява да избяга и се установява да преподава в Лерин, който остава в Гърция. Става директорка на девическото училище в града.
В последните си години се установява в Солун, където умира. Завещава цялото си имущество на Солунското благотворително женско общество.